# هارینگتون (کالیفرنیا)
هارینگتون (به انگلیسی: Harrington) یک منطقهٔ مسکونی در ایالات متحده آمریکا است که در شهرستان کولوزا، کالیفرنیا واقع شده‌است. هارینگتون ۴۰ متر بالاتر از سطح دریا واقع شده‌است.